# Smiler
Smiler (en Español Sonriente) es el quinto álbum de estudio del cantante británico de rock Rod Stewart, lanzado en octubre de 1974 por el sello Mercury Records. Es el primer trabajo donde Stewart es criticado negativamente por parte de los sitios Georgiy Starostin, Robert Christgau y Rolling Stone. Incluso Allmusic mencionó que era pobre por la elección de las canciones y la producción, que lo hace demasiado fácil y predecible. Por otro lado y dentro del listado de canciones, hay covers a temas de Chuck Berry, Bob Dylan, Sam Cooke y Carole King como también un dueto con Elton John en «Let Me Be Your Car».

## Recepción comercial y promoción
A pesar de que recibió críticas negativas, se posicionó en el primer lugar de los UK Albums Chart del Reino Unido y en el mismo año se certificó con disco de oro por la British Phonographic Industry, luego de superar las 100 000 copias vendidas en dicho país. Por su parte en los Estados Unidos solo se ubicó en el puesto 13 en la lista Billboard 200.
Para promocionarlo se lanzaron dos canciones como sencillos; «Farewell/Bring It On Home To Me/You Send Me» que alcanzó el séptimo lugar de la lista británica UK Singles Chart y «Mine for Me» que llegó hasta la posición 91 del conteo estadounidense de sencillos.

## Lista de canciones
| N.º | Título                                             | Escritor(es)                            | Duración |  |
| 1.  | «Sweet Little Rock 'N' Roller»                     | Chuck Berry                             | 3:43     |  |
| 2.  | «Lochinvar»                                        | Pete Sears                              | 0:25     |  |
| 3.  | «Farewell»                                         | Stewart, Martin Quittenton              | 4:34     |  |
| 4.  | «Sailor»                                           | Stewart, Ronnie Wood                    | 3:35     |  |
| 5.  | «Bring It On Home To Me/You Send Me»               | Sam Cooke                               | 3:57     |  |
| 6.  | «Let Me Be Your Car»                               | Elton John, Bernie Taupin               | 4:56     |  |
| 7.  | «(You Make Me Feel Like) A Natural Man»            | Gerry Goffin, Carole King, Jerry Wexler | 3:54     |  |
| 8.  | «Dixie Toot»                                       | Stewart, Wood                           | 3:27     |  |
| 9.  | «Hard Road»                                        | Harry Vanda, George Young               | 4:27     |  |
| 10. | «I've Grown Accustomed To Her Face» (instrumental) | Alan Jay Lerner, Frederick Loewe        | 1:32     |  |
| 11. | «Girl from the North Country»                      | Bob Dylan                               | 3:52     |  |
| 12. | «Mine For Me»                                      | Paul McCartney, Linda McCartney         | 4:02     |  |

## Posición

### Posicionamiento en listas semanales
| País           | Lista                   | Posición |
| -------------- | ----------------------- | -------- |
| Reino Unido    | UK Albums Chart         | 1        |
| Australia      | Australian Albums Chart | 8        |
| Canadá         | Canadian Albums Chart   | 11       |
| Estados Unidos | Billboard 200           | 13       |
| Noruega        | VG-lista                | 19       |
| Nueva Zelanda  | RIANZ Charts            | 29       |
| Japón          | Japan Albums Chart      | 65       |

## Músicos
- Rod Stewart: voz
- Ronnie Wood: guitarra eléctrica, guitarra acústica y bajo
- Elton John: piano y voz en «Let Me Be Your Car»
- Ian McLagan: órgano
- Kenney Jones, Andy Newmark y Micky Waller: batería
- Pete Sears: piano, clave y celesta
- Ray Cooper: percusión
- Rick Grech y Dick Powell: violín
- Irene Chanter: coros
- Ray Jackson: mandolina
- Martin Quittenton: guitarra acústica
- Willie Weeks y Spike Heatley: bajo